# The Killers
The Killers este o formație de rock alternativ din Las Vegas, Nevada, înființată în 2002. Membrii formației sunt: Brandon Flowers (voce, clape), Dave Keuning (chitară, voce), Mark Stoermer (chitară bas, voce) și Ronnie Vannucci Jr. (percuție, tobe).
Muzica lor, cu influențe din anii '80, '90, și din muzica electronică modernă a cucerit extrem de multă lume, albumul lor de debut, Hot Fuss, având vânzări de nu mai puțin de cinci milioane de unități.
Până în prezent, The Killers au lansat trei albume de studio, o compilație și șaisprezece single-uri. La momentul actual, formația se află în turneul de promovare al celui de-al treilea album, Day & Age, turneu care a trecut și prin România.

## Istorie

### Primii ani
În 2001, Brandon Flowers tocmai se despărțise de trupa Blush Response (al cărei clăpar era din anul 2000), deoarece refuzase să se mute cu ei în Los Angeles, California. În urma unui concert Oasis, el a realizat că dorește să facă tranziția de la o trupă electronică la una de rock. Întâlnirea cu Dave Keuning s-a produs în urma unui anunț dat de acesta din urmă în ziar, și a fost determinată de faptul că la influențe muzicale, Keuning scrisese, printre alte formații, The Cure și Oasis. La scurt timp după, Flowers și Keuning au inființat The Killers. Ideea numelui provine de la un videoclip al trupei New Order, intitulat „Crystal”, în care apare o trupă cu acest nume. În 2002, Flowers și Keuning definitivează componența formației prin aducerea toboșarului Ronnie Vannucci Jr. și a basistului Mark Stoermer.
Cei patru își scriau cântecele într-un garaj, și când nu puteau intra acolo, se strecurau în clădirea Universității din Nevada, unde Vannucci era student, într-o sală imensă de repetiție utilată cu o mulțime de instrumente. Vannucci a povestit despre aceasta într-un interviu, ținând să adauge „Aș dori să clarific că niciun instrument nu a fost vătămat la acea vreme pentru că noi suntem, și continuăm să fim, muzicieni respectuoși, profesioniști și, nu în ultimul rând, plini de inițiativă.”
Primele lor concerte au avut loc în cluburile locale. După câștigarea unei oarecare popularități locale, ei au susținut în 2003 un spectacol pentru Warner Bros. Nu au fost acceptați la casa de discuri, dar un reprezentant al acesteia i-a recomandat unui prieten ce lucra la casa de discuri Lizard King. Astfel, în vara anului 2003, The Killers au ajuns să semneze primul lor contract, iar în septembrie același an au început înregistrările pentru primul album.

### Hot Fuss
vezi articolul Hot Fuss

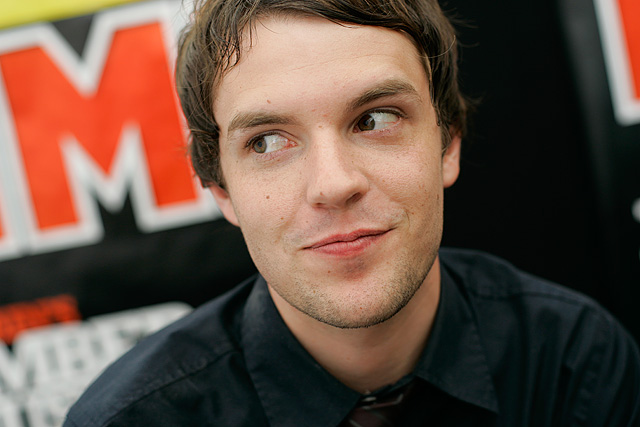
Brandon Flowers în 2005

Albumul de debut al trupei a fost lansat pe 7 iunie 2004 în Marea Britanie, la casa de discuri Lizard King (acum Marrakesh Records) și pe 15 iunie în Statele Unite ale Americii, de data asta la casa de discuri Island Records, care, îndemnată de criticile favorabile pe care le primea trupa, a reușit să îi determine să renunțe la contractul cu Lizard King.
Din punct de vedere liric, albumul este o explorare a relațiilor umane, ce trece prin toate gamele de emoții pe care cineva le simte atunci când este implicat într-o relație, de la gelozie (care poate fi împinsă până la crimă), până la rememorarea vremurilor bune pe care le-ai trăit cândva, totul într-un melanj dulce-amar cu tente grotești uneori (precum în „Glamorous Indie Rock & Roll”). Din punct de vedere instrumental, albumul izbutește să împace perfect chitările cu accentele electronice, punând în evidență și completând bine vocea lui Flowers.
Din punct de vedere comercial, albumul a fost un succes total, obținând numai în Canada de trei ori Discul de Platină. A reușit să atingă locul 1 atât în Marea Britanie, cât și în Australia, și a reușit să se mențină în top 50 în clasamentul Billboard timp de peste cincizeci de săptămâni. Fapt notabil, el se află printre cele 1001 de albume care au apărut în cartea 1001 de albume de ascultat într-o viață, editată de Robert Dimery.
Cel mai de succes single de pe acest album a fost „Somebody Told Me”, cu care formația a izbutit să atingă locul 3 în topuri, după ce l-a relansat. De succes s-a bucurat și „Mr. Brightside” (locul 10 în topul britanic).
În acea perioadă, membrii formației au apărut în episodul „The New Era” al serialului The O.C., unde și-au interpretat propriile roluri.
În iulie 2005, The Killers au cântat la Londra, în cadrul concertului Live 8 melodia „All These Things That I've Done”. După aceea, Robbie Williams a cântat și el refrenul melodiei, „I've got soul but I'm not a soldier”. La concertele lor din Las Vegas, Coldplay și U2 au urmat exemplul lui Williams, incluzând refrenul în cântecele „God Put a Smile Upon Your Face”, respectiv „Beautiful Day”.

### Sam's Town
vezi articolul Sam's Town
Al doilea album al trupei a fost lansat pe 2 octombrie 2006 în Marea Britanie, și pe 3 octombrie în Statele Unite ale Americii, la casa de discuri Island Def Jam Music Group. Dacă Brandon Flowers l-a descris drept „unul din cele mai bune albume din ultimii douăzeci de ani”, părerile criticilor și ale fanilor au fost împărțite. Spre exemplu, în „The Times”, Sia Michel descria albumul drept „simulacrul unui album important” în comparație cu „excelentul Hot Fuss”.
Acest al doilea album este în mod vizibil diferit din punct de vedere instrumental de Hot Fuss, lipsindu-i în mare parte energia pe care o deținuse acesta din urmă și apropiindu-se mai degrabă de felul de a interpreta al lui Bruce Springsteen (unul dintre idolii lui Flowers în materie de muzică). Cu toate acestea, tonurile energice nu au dispărut complet, menținându-se în piese precum „When You Were Young” sau „For Reasons Unknown”.
Și din punct de vedere liric, Sam's Town este diferit de precedentul, temele abordate fiind mult mai diverse. Nu există decât un cântec care poate fi denumit cu adevărat „de dragoste”.
Dincolo de controversele pe care le-a iscat, Sam's Town s-a vândut foarte bine (peste un milion de exemplare până în ianuarie 2007). Primul extras pe single, „When You Were Young”, este cotat drept cel mai bun cântec al trupei, izbutind să ajungă în a doua săptămână de la lansare pe locul doi în topul britanic.
Pe 29 noiembrie 2006, formația a înregistrat o sesiune unplugged la Abbey Road Studios, sesiune care includea un cover după Dire Straits, „Romeo and Juliet” (cover-ul respectiv avea să apară pe materialul discografic ce avea să fie lansat în anul următor). În decembrie același an, trupa a înregistrat un single de Crăciun, numit „A Great Big Sled”. Banii strânși în urma vânzărilor au fost donați în scopuri caritabile.

### Sawdust
vezi articolul Sawdust
Albumul compilație Sawdust a fost lansat pe 12 noiembrie 2007. Conținea rarități, cover-uri, piese reînregistrate și un cântec nou, în colaborare cu Lou Reed, numit „Tranquilize”, care a fost extras pe single. Deși parte a unei compilații de B-side-uri, „Tranquilize” este considerată de Brandon Flowers una dintre cele mai bune melodii The Killers, solistul fiind de părere că ar fi trebuit să fie inclusă pe Sam's Town.
Fapt demn de menținut, pe compilație se poate găsi piesa „Leave the Bourbon on the Shelf”, prima parte a așa-numitei „The Killers Murder Trilogy”, trilogie ce se continuă cu „Midnight Show” și se încheie cu „Jenny Was a Friend of Mine” (ambele de pe Hot Fuss, albumul scos în 2003; de altfel și prima parte a trilogiei a fost înregistrată cam în aceeași perioadă). Trupa a vrut să includă pe această compilație și piesa „Move Away” (de pe coloana sonoră a filmului Spider-Man 3), însă, din cauza unei greșeli comise de casa de discuri, varianta care apare pe primele ediții ale albumului este o variantă demo.
Pe 1 decembrie 2007, trupa a scos un single intitulat „Don't Shoot Me Santa”, ale cărui încasări au fost donate, ca și în cazul lui „A Great Big Sled”.

### Day & Age
vezi articolul Day & Age
Albumul Day & Age a fost lansat pe 19 noiembrie 2008 pe iTunes, pe 21 noiembrie 2008 (Italia, Irlanda), pe 22 noiembrie 2008 (Australia), și pe 24 noiembrie 2008 (Marea Britanie, Canada și SUA). Fiecare variantă conține modificări în playlist.
Flowers a confirmat numele albumului într-un interviu cu NME. Titlul apare și pe două piese de pe album, respectiv „Neon Tiger” - Mister cut me some slack, cause I don't wanna go back, I want a new day and age (traducere aproximativă: Domnule, lasă-mă în pace, fiindcă nu vreau să mă întorc, vreau o nouă zi și o nouă eră) și „The World We Live In” - Well maybe I was mistaken, I heard a rumor that you quit this day and age (treducere aproximativă: Poate am fost greșit înțeles, am auzit un zvon cum că părăsești această zi și această eră). La acest album, The Killers au colaborat cu Stuart Price, care realizase remixul Thin White Duke al piesei „Mr. Brightside” și care a produs „Leave the Bourbon on the Shelf” și „Sweet Talk”.
Primul single de pe album, „Human”, a fost lansat pe 22 septembrie 2008, iar clipul a fost lansat pe iTunes pe 16 octombrie. La scurt timp după aceea (mai precis pe 4 noiembrie) a fost lansat și cel de-al doilea single, „Spaceman”, al cărui videoclip avea însă să fie scos pe piață de abia în ianuarie anul următor.
Urmând tradiția din ultimii doi ani, formația a lansat în decembrie un single de Crăciun, „Joseph, Better You Than Me”, în colaborare cu Elton John și Neil Tennant de la Pet Shop Boys. Profiturile rezultate în urma vânzărilor au fost donate..
În luna ianuarie a anului 2009, The Killers au fost nominalizați la BRIT Awards la două secțiuni: International Album (pentru Day & Age) și International Group, primind de asemenea și patru nominalizări la premiile NME.
Într-un interviu cu revista „Q”, Ronnie Vannucci a dezvăluit faptul că trupa plănuiește să lanseze un album de cover-uri. Fiecare membru urmează să aleagă trei cântece pentru album; Vannucci a menționat că alegerile sale ar fi „Young Turks” al lui Rod Stewart, plus încă două cântece de la Tom Waits, respectiv Genesis. Într-un interviu referitor la cea de-a doua apariție a formației la Live From Abbey Road pe 11 octombrie 2009, Flowers a precizat referitor la acest proiect „Mă îndoiesc că acesta va fi următorul material The Killers pe care îl veți vedea pe piață”.
Pe 1 iulie 2009, The Killers au concertat la București, în cadrul festivalului B'ESTFEST; a fost primul concert susținut aici de către formație.
În septembrie același an, s-a anunțat lansarea unui DVD care conținea concertele lor de pe 5 și 6 iulie 2009, intitulat Live from the Royal Albert Hall, împreună cu un CD de 80 minute (variantă editată), pe 9 noiembrie 2009. Formția și-a adus contribuția și la coloana sonoră a filmului Luna nouă, compunând un cântec intitulat „A White Demon Love Song”.
The Killers au fost nominalizați la MTV European Music Awards de pe 5 noiembrie 2009 la premiul pentru cea mai bună trupă alternative, dar au pierdut în fața celor de la Placebo.
Pe 1 decembrie 2009, formația a lansat un single de Crăciun, intitulat „Happy Birthday Guadalupe”, o colaborare cu Wild Light.

## Membri
- Brandon Flowers (2002-prezent) - voce, clape
- Dave Keuning (2002-prezent) - chitară, voce
- Mark Stoermer (2002-prezent) - chitară bas, voce
- Ronnie Vannucci Jr. (2002-prezent) - percuție, tobe

Membru care însoțește trupa în turnee
- Ray Suen

## Activitate muzicală
vezi articolul Discografia The Killers

### Albume
- Hot Fuss (7 iunie 2004 - Marea Britanie, 15 iunie 2004 - SUA)
- Sam's Town (2 octombrie 2006 - Marea Britanie, 3 octombrie 2006 - SUA)
- Day & Age (19 noiembrie 2008 - iTunes)
- Battle Born (18 septembrie 2012)

### Compilații
- Sawdust (12 noiembrie 2007)

### Melodii The Killers în filme
- „Smile Like You Mean It”, „Mr. Brightside” și „Everything Will Be Alright” au fost interpretate de The Killers într-un episod din popularul serial american The O.C..
- „Move Away” apare pe coloana sonoră a filmului The Spiderman 3.

## Trivia
- Piesa „All These Things That I've Done” de pe albumul de debut al trupei beneficiază de două videoclipuri, iar „Mr. Brightside” de trei.
- Videoclipul piesei „When You Were Young” a fost filmat în două variante, cu două finaluri diferite.
- Ca un fapt amuzant, fanii ce se înscriu în fan-clubul oficial al trupei capătă statutul de „The Victims” (victime).
- Ronnie Vannucci Jr. a cântat în mai multe trupe înainte de a ajunge în The Killers: Atta Boy Skip (trupă de ska-punk), Romance Fantasy, Free Food, Expert On October.
- Brandon Flowers este mormon și ține foarte mult la religia sa. De asemeni, are o superstiție legată de numărul 621, care coincide cu ziua sa de naștere, 21 iunie; el este convins că aceea va fi și data morții sale.
- Flowers a avut dispute serioase cu trupele The Bravery și Fall Out Boy, spunând despre primii: „Cred că The Bravery ar trebui să aprecieze faptul că noi existăm, indiferent dacă ne plac sau nu. Am fost aici înaintea lor și le-am deschis drumul, așa că ar trebui să tacă și să înghită.”[25]. Ulterior, Flowers și-a regretat cuvintele și și-a cerut scuze, spunând „Mi-ar plăcea să-mi retrag cuvintele - acești oameni fac pur și simplu ceea ce le place să facă, la fel ca și mine”[26].